# Pseudanthias albofasciatus
Pseudanthias albofasciatus es una especie de peces de la familia Serranidae en el orden de los Perciformes. El nombre científico de la especie fue publicado válidamente por primera vez en 1930 por Fowler & Bean.

## Hábitat
Es un pez  de mar de clima tropical y asociado a los  arrecifes de coral que vive hasta los 113 m de profundidad.

## Distribución geográfica
Se encuentra al sudeste de Hong Kong.